# Кальцитриол
Кальцитриол — активная форма витамина D животных стероидной природы. Работает как сигнальная молекула. Регулирует обмен фосфата и кальция в организме.
Поскольку в формуле кальцитриола кольцо В стероидной структуры разорвано, кальцитриол не является истинным стероидом. Такую структуру называют секостероидной.

## Синтез
Под действием ультрафиолетового света 7-дегидрохолестерол (производное холестерина) в коже превращается в витамин D3, холекальциферол (реакция фотолиза). В ходе этой неферментативной реакции под влиянием УФ-излучения связь между девятым и десятым атомами углерода в молекуле холестерина разрывается, раскрывается кольцо В. Так образуется в организме человека большая часть витамина D3, однако небольшое его количество поступает с пищей и всасывается в тонком кишечнике вместе с другими жирорастворимыми витаминами.
В коже холекальциферол связывается со специфическим витамин D-связывающим белком (транскальциферином), поступает в кровь и переносится в печень, где происходит гидроксилирование по 25-му атому углерода с образованием кальцидиола. В комплексе с витамин D-связывающим белком кальцидиол транспортируется в почки и гидроксилируется по первому углеродному атому с образованием кальцитриола [1,25(OH)2D3] — активная форма витамина D3.

## Физиологическое значение
Кальцитриол контролирует обмен кальция. В клетках кишечника он индуцирует синтез Са2+-переносящих белков, которые обеспечивают всасывание ионов кальция и фосфатов из полости кишечника в эпителиальную клетку кишечника и далее транспорт из клетки в кровь против концентрационного градиента на мембранах кишечника. В почках кальцитриол стимулирует реабсорбцию ионов кальция и экскрецию фосфатов. При низкой концентрации ионов кальция кальцитриол способствует мобилизации кальция из костной ткани.

## Связь с рахитом
Рахит — заболевание детского возраста, связанное с недостаточной минерализацией костной ткани. Это результат недостаточного отложения фосфата кальция на концах растущих костей. Является следствием дефицита кальция, что может быть обусловлено следующими причинами: недостатком витамина D3 в пищевом рационе, нарушением всасывания витамина D3 в тонком кишечнике, снижением синтеза предшественников кальцитриола из-за недостаточного времени пребывания на солнце, дефектом 1α-гидроксилазы, дефектом рецепторов кальцитриола в клетках-мишенях. Всё это вызывает снижение всасывания кальция в кишечнике и снижение его концентрации в крови, мобилизацию ионов кальция из кости.